# Teach First Deutschland
Teach First Deutschland (frei übersetzt: ‚unterrichte zuerst‘) ist eine gemeinnützige Bildungsinitiative mit dem Ziel, die  Chancengerechtigkeit im Bildungswesen zu verbessern. Dafür werden Hochschulabsolventen aller Studienrichtungen für zwei Jahre an Schulen in „sozialen Brennpunkten“ im Unterricht und außerunterrichtlich als zusätzliche Kräfte tätig und unterstützen Schülerinnen und Schüler besonders bei Übergängen zwischen Schulformen und bei Abschlüssen. Träger ist die Teach First Deutschland gemeinnützige GmbH mit Sitz in Berlin. Die Idee stammt von der US-Organisation Teach For America. Teach First Deutschland ist Teil des internationalen Netzwerks Teach for All.

## Konzept
In Baden-Württemberg, Berlin, Brandenburg, Hamburg, Hessen, Nordrhein-Westfalen und Schleswig-Holstein sind mit Stand September 2017 rund 130 Hochschulabsolventinnen und -absolventen verschiedener Studienrichtungen für zwei Jahre als Lehrkräfte auf Zeit (sogenannte Fellows) an Haupt-, Real- und Gesamtschulen in „sozialen Brennpunkten“ tätig. Als zusätzliches Personal sollen sie die Möglichkeiten der Schulen zur gezielten Förderung von Schülerinnen und Schülern verstärken.
Interessierte Schulen können sich bei Teach First Deutschland um eine Programmteilnahme bewerben. Die teilnehmenden Bundesländer kommen mit mindestens 1.850,- Euro monatlich für die Vergütung jedes Fellows auf. Vor ihrem Einsatz absolvieren die Fellows ein Vorbereitungsprogramm, während des Einsatzes an den Schulen werden sie seitens Teach First Deutschland begleitet und weitergebildet.
Mittelfristiges Ziel ist, die Bildungsleistungen der Schülerinnen und Schüler zu verbessern. Die Fellows verstärken die Kapazitäten der Schulen und ermöglichen durch ihren Einsatz im Unterricht, dass zum Beispiel Klassen von einem Lehrer und einem Fellow unterrichtet werden können (Team Teaching) oder Teilungsgruppen möglich werden. Außerhalb des Unterrichts bieten Fellows Lern- und Förderangebote von Schülerfirmen über Lern-Clubs bis hin zu schülergeführten Sport-AGs an. Langfristig sollen aus ehemaligen Fellows „Bildungsbotschafter“ in unterschiedlichen gesellschaftlichen Positionen werden, die sich weiter für mehr Bildungsgerechtigkeit und die Anliegen von Schülerinnen und Schülern einsetzen.

## Programmwirkung
Die beteiligten Bundesländer bewerten den Einsatz der Fellows positiv. Gleiches gilt für die Schulleitungen: 82 Prozent geben den Fellows die beste Note einer dienstlichen Beurteilung.
Ein unabhängiges wissenschaftliches Gutachten beurteilt die Wirkung des Programms ebenfalls positiv:

„Fellows sind eine große Hilfe für Schulen. Die Ergebnisse sind in ihrer Positivität für das Projekt Teach First Deutschland beeindruckend. Fellows sind allseitig akzeptiert und werden hinsichtlich aller relevanten Kriterien von den Schulleitungen, dem Kollegium und den SchülerInnen positiv bewertet. Ihr Einsatz ist auch für den Lernfortschritt der Schüler in den Einschätzungen aller positiv. Sie machen Lehrern keine Konkurrenz, sondern entlasten diese, weil sie Aufgaben übernehmen, zu denen den Schulen die Zeit fehlt.“

## Geschichte
Teach First Deutschland wurde 2007 als Verein in Berlin gegründet. Eine erste Finanzierungsgrundlage stellten die Bosch-, Hertie-, Vodafone- und Zeit-Stiftung zur Verfügung. Außerdem wird das Programm von der Deutschen Post, der Fritz-Henkel-Stiftung, Deutschland rundet auf und Aqtivator sowie von weiteren Unternehmen, Stiftungen und Privatpersonen unterstützt. Zwischenzeitlich gehörten auch Organisationen wie Lanxess, die Manfred-Lautenschläger-Stiftung, Lufthansa, die Robert-Bosch-Stiftung, Siemens sowie McKinsey & Company zu den Unterstützern. Während die Gehälter der Fellows von Ländern und Kommunen gezahlt werden, werden die Kosten der Organisation für Recruiting, Auswahl und Begleitung über Fundraising bei Stiftungen und privaten Spendern gedeckt.
Im Juni 2017 hatte die gemeinnützige GmbH 31 Mitarbeiterinnen und Mitarbeiter. Diese werden von Ehrenamtlichen in Gremien und an den Hochschulen (sogenannte Talent Scouts) unterstützt.
Teach First Deutschland ist eine Schwesterinitiative der britischen Teach First und der amerikanischen Teach For America. Zusammen mit diesen ist Teach First Deutschland Mitglied im Netzwerk Teach For All, dem außer Teach First Deutschland 64 unabhängige Länderorganisationen angehören. Darunter sind unter anderem:
| Afghanistan: Teach For Afghanistan          | Argentinien: Enseñá por Argentina      | Armenien: Teach For Armenia           |
| Australien: Teach For Australia             | Bangladesch: Teach For Bangladesh      | Belgien: Teach For Belgium            |
| Brasilien: Ensina Brasil                    | Bulgarien: Teach For Bulgaria          | Chile: Enseña Chile                   |
| China: Teach For China (chin. 中国教育行动) | Dänemark: Teach First Danmark          | Ecuador: Enseña Ecuador               |
| Estland: Noored Kooli                       | Deutschland: Teach First Deutschland   | Frankreich: Le Choix de l'école       |
| Ghana: Lead For Ghana                       | Großbritannien: Teach First            | Haiti: Anseye Pou Ayiti               |
| Indien: Teach For India                     | Israel: Teach First Israel             | Italien: Teach For Italy              |
| Japan: Teach For Japan                      | Kambodscha: Teach For Cambodia         | Kenya: Teach For Kenya                |
| Kolumbien: Enseña por Colombia              | Lettland: Iespējamā Misija             | Libanon: Teach For Lebanon            |
| Liberia: Teach For Liberia                  | Litauen: Renkuosi Mokyti!              | Malaysia: Teach For Malaysia          |
| Marokko: Teach For Morocco                  | Mexico: Enseña por México              | Nepal: Teach for Nepal                |
| Neuseeland: Ako Mātātupu: Teach First NZ    | Nigeria: Teach For Nigeria             | Österreich: Teach For Austria         |
| Pakistan: Teach For Pakistan                | Panama: Enseña por Panamá              | Paraguay: Enseña por Paraguay         |
| Peru: EnseñaPerú                            | Philippinen: Teach For The Philippines | Portugal: Teach For Portugal          |
| Qatar: Teach For Qatar                      | Rumänien: Teach For Romania            | Schweden: Teach For Sweden            |
| Sierra Leone: Teach For Sierra Leone        | Slowakei: Teach For Slovakia           | Spanien: Empieza por Educar           |
| Tansania: Teach For Tanzania                | Thailand: Teach For Thailand           | Uganda: Teach For Uganda              |
| Ukraine: Teach For Ukraine                  | Uruguay: Enseña Uruguay                | Vereinigte Staaten: Teach For America |
| Vietnam: Teach For Vietnam                  | Zimbabwe: Teach For Zimbabwe           |                                       |

## Kritik
Vertreter des Landesverbands Hessen der Lehrergewerkschaft GEW kritisierten in der Anfangszeit das Projekt: Jens Wernicke erklärt, dass „es also nicht darum [gehe], das dreigliedrige Schulsystem in Frage zu stellen, sondern, ganz im Gegenteil, dieses vermeintlich »chancengerecht« zu gestalten …“. Er behauptet weiter, dass „Selektivität und Benachteiligung […] durch dieses Projekt nicht beseitigt, sondern höchstens im Einzelfall kompensiert“ würden. Weiter wirft Wernicke Teach First Deutschland vor, dass es um eine „verstärkte Vermarktlichung der Weiterbildung“ gehe.
Christoph Baumann (ebenfalls GEW Hessen) weist darauf hin, dass die Fellows aus dem Budget der Schule bezahlt werden sollen. Nur die dreimonatige Ausbildung werde von Teach First Deutschland bezahlt. Dies führe dazu, dass reguläre Arbeitsplätze abgebaut würden, da die Fellows mit 1700 € Bruttoverdienst preiswerter seien als normal bezahlte Lehrer. Baumann weist auch auf Kritik in den USA hin, wo John Wilson (Lehrergewerkschaft National Education Association) sagt, Teach For America habe zwar ausgezeichnete Arbeit geleistet, was die Vermarktung des Programms betreffe, doch was damit den Kindern angetan werde, sei gewissenlos („done a marvelous job of marketing their program and branding their program — you cannot take away from their business model. But what they're doing to poor children is malpractice“).